# Фолсомська в'язниця
38°41′42″ пн. ш. 121°09′45″ зх. д. / 38.695° пн. ш. 121.1625° зх. д.
Фолсомська в'язниця штату Каліфорнія (англ. Folsom State Prison) — одна з найбільших та друга найстаріша в'язниця в штаті Каліфорнія, США розташована в місті Фолсом — передмісті Сакраменто.
Вона відома жорстокими умовами утримання, високим рівнем кримінальної злочинності серед в'язнів — і також завдяки концерту рок-артиста Джонні Кеша всередині в'язниці у 1968 р.
Фолсом вважається однією з найнебезпечніших в'язниць країни.
У 2005 р. у в'язниці утримувалося близько 3 400 в'язнів 2-го і 3-го ступенів режиму.
Теми про життя у в'язниці Фолсом знайшли відображення у численних фільмах, музичних і літературних творах США.
В минулому столітті в в'язниці виконувалися смертні вироки, однак пізніше вони були переведені в інші в'язниці Каліфорнії.